# Oecleus concinna
Oecleus concinna är en insektsart som beskrevs av Fowler 1904. Oecleus concinna ingår i släktet Oecleus och familjen kilstritar. Inga underarter finns listade i Catalogue of Life.